# Lysekilsbanan
Lysekilsbanan, tidigare Lysekils järnväg (LyJ), är en järnväg i Bohuslän mellan Smedberg och Lysekil, som öppnade för trafik 1913. Den är enkelspårig, elektrifierad, normalspårig och 35 kilometer lång. Den går till större delen på Stångenäset.

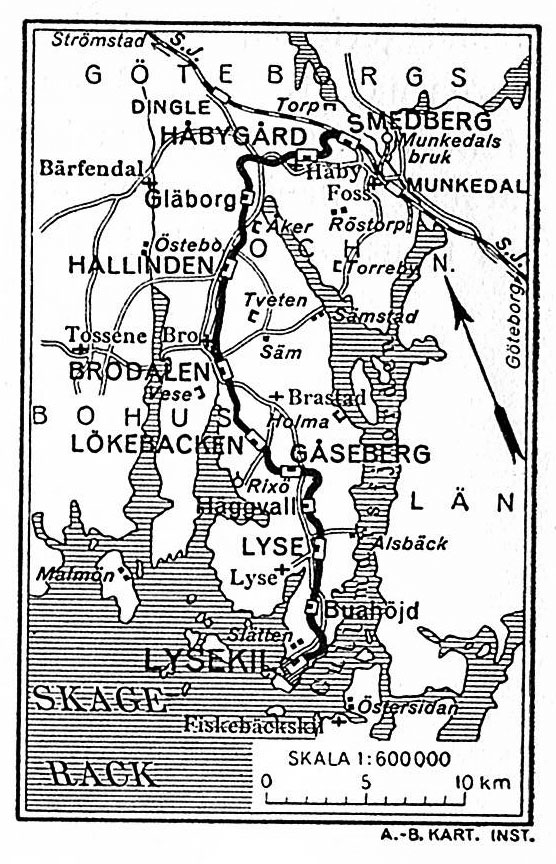
LyJ. Karta 1926.

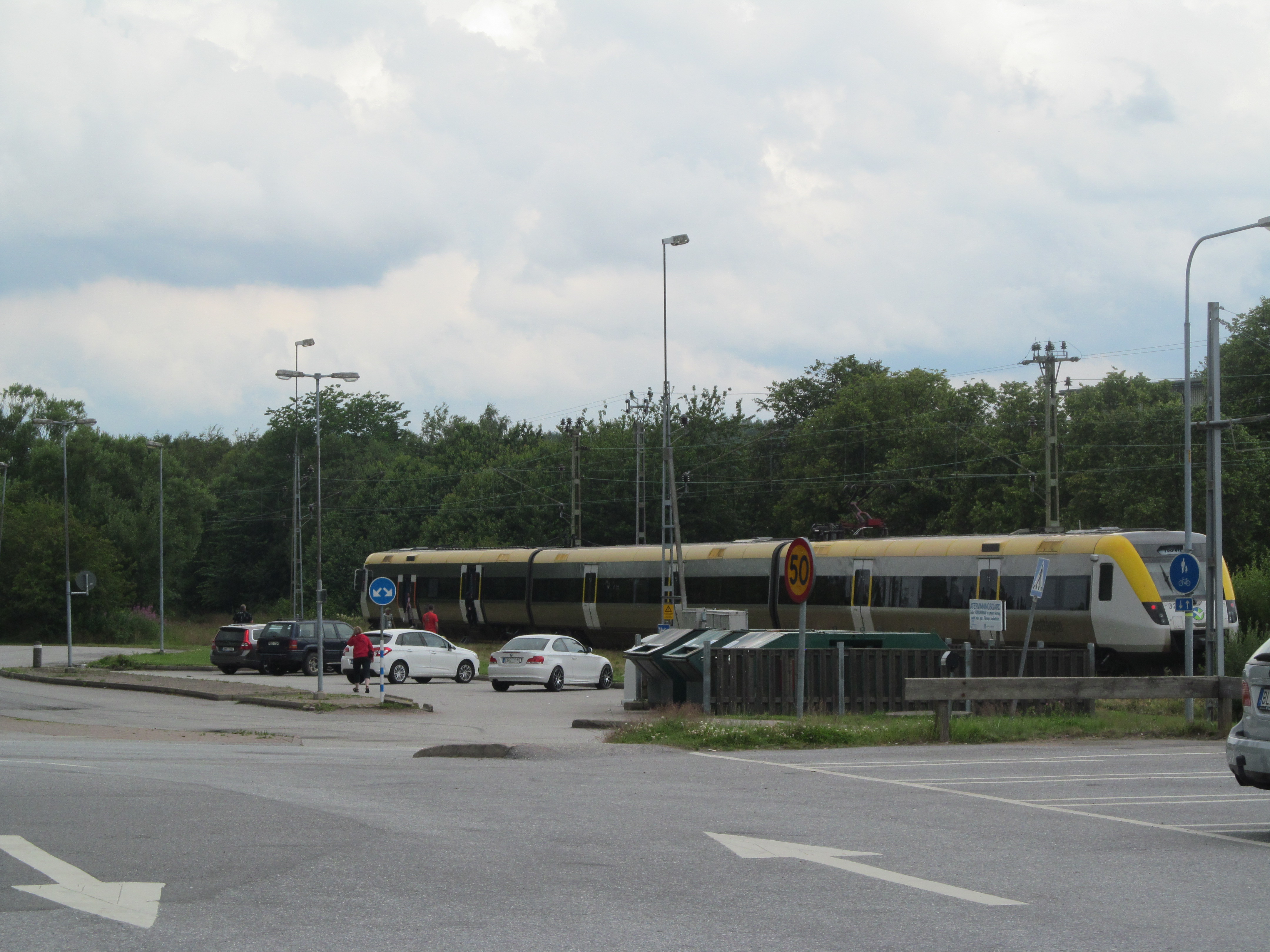
Ett demonstrationståg har stannat i Brastad på Lysekilsbanan för släppa av/på passagerare

## Historia
Det första förslaget för en järnväg till Lysekil fick koncession redan 1886, som en sidobana från Lysekil till Bergslagsbanan vid Frändefors i Dalsland. Man kunde emellertid inte hitta tillräckligt med finansiella medel, varför koncessionen förföll.
Riksdagen beslöt att bygga Bohusbanan 1898 mellan Göteborg och Skee, senare förlängd till Strömstad), och då blev det lättare att finansiera projektet. En kommitté bildades 1897 och efter några års uppehåll inlämnades 1907 en koncessionsansökan för en sidobana från Bohusbanan. Koncessionen beviljades den 8 maj 1908 och efter aktieteckning för 1,2 miljoner kronor bildades Lysekils järnvägsaktiebolag (LyJ) den  7 maj 1910. Bolaget tecknade ett statslån på 1,2 miljoner. Järnvägen började byggas i juni 1911 och invigdes den 14 juni 1913 till en kostnad av 2,2 miljoner kronor.
Banan avvek från Statens Järnvägars spår vid Smedberg men anslutningsstationen var Munkedal fyra kilometer söderut. Bohuslän är starkt kuperat och för att spara pengar på sprängningar vid byggnaden, tilläts upp till 25 promilles lutning på vissa sträckor. Banan har några av de största lutningarna på järnvägar i Sverige, på flera ställen längs banan. Detta har gjort att hastigheten och antalet godsvagnar aldrig har kunnat vara stort. Vid banans öppnade var hastigheten 50 kilometer per timme.
Svenska staten köpte järnvägen från bolaget 1939 och den 1 juli 1939 övertogs driften av Statens Järnvägar. Banan elektrifierades 1950 och blev länsjärnväg enbart för godstrafik 1988. Underhållet var eftersatt under 1970-talet men banan rustades upp för fortsatt godstrafik. Trafikverket upphörde med underhållet på banan 2012.  Underhållet har senare återupptagits men upphörde igen med förbud mot trafik 2018.

### Fordon
Inför trafikstarten köpte bolaget köpte två nya tanklok från Nydqvist & Holm i Trollhättan och 1914 ytterligare ett nytt tanklok från samma företag. Ett begagnat lok tillverkat av Motala Verkstad 1889 köptes från Statens Järnvägar 1920. Loket sattes i drift 1924 och skrotades 1937. Det började med tre personvagnar och 1925 fanns det sju. Antalet godsvagnar var 1925 39 stycken. En dieselelektrisk motorvagn köptes först 1932 även om det fanns i planerna från början.

### Trafik
Förutom att frakta personer, fraktade man även stora mängder Bohusgranit, som var en viktig exportnäring för Bohuslän under den första hälften av 1900-talet. Men även fisk var en viktig transportvara på Lysekilsbanan.
Persontrafiken nedlades den 9 september 1983 men hade i praktiken upphört redan den 28 september 1981. Järnvägen hade svårt att locka resenärer från Lysekil mot Uddevalla och Göteborg som hellre tog den betydligt kortare vägen med buss eller bil över Bokenäset och Vägverkets färja över Gullmarsfjorden mellan Finsbo och Skår.[källa behövs] Banverket införde trafikledningssystemet spärrfärd vilket sparar in en tågklarerare i Lysekil men begränsar hastigheten till 40 km/h vilket gör återinförande av persontrafik nästan omöjlig. Ändå körde Västtrafik sommartrafik i denna hastighet 2014 och 2015 på Lysekils kommuns initiativ,  dock med få passagerare på grund av den låga hastigheten.
Godstrafiken för Stora Enso lades ned i februari 2010 eftersom de valde en annan utskeppningshamn än Lysekil. Efter det slutade Green Cargo att erbjuda godstrafik till Lysekil.
Med början under våren 2015 användes Lysekils hamn som importhamn för järnvägsräls. Denna körs sedan vidare med tåg via Lysekilsbanan till Hallsberg. Även andra företag önskar använda järnvägen för godstransporter. Rälstransporten upphörde hösten 2016 En annan potentiell stor godskund är Preemraff Lysekil, som är Sveriges största raffinaderi och ligger 5 km från Lysekilsbanan. De transporterar sina raffinerade produkter mest med fartyg men också mycket med lastbil. Raffinaderierna i Göteborg transporterar mycket med godståg, men det har inte Preemraff gjort. Man skulle behövs bygga en pipeline och andra installationer.

### Stationshus
Stationshusen längs Lysekilsbanan är/var inte lika påkostade som stationshusen längs Bohusbanan. Anledningen till att Bohusbanans var så påkostade, sägs vara att man ville satsa ordentligt ifall Bohusbanan skulle förlängas till Norge, och därmed bli en viktig internationell bana. Lysekilsbanan byggdes däremot som en privat bana. Med åren har stationshusen övertagits av företag och privatpersoner, och en del har rivits.
Ett stationshus som har fått förfalla länge var Hallindens. 2003 köptes huset av en privat intressent, som hade planer på bl.a. ett café, främst med tanke på att Hallinden numera är en knutpunkt för busstrafiken i området, vilket gör att många människor rör sig vid stationsområdet. Resenärer mellan Sotenäs och Lysekils kommuner får byta här.
Men en brand natten mellan den 9 och 10 oktober 2004 förstörde stationshuset fullständigt och satte stopp för planerna. Under 2005 byggdes ett nytt hus på platsen, detta stod klart i början av 2006 och inhyser ett ambulansgarage.[källa behövs]

## Nutid

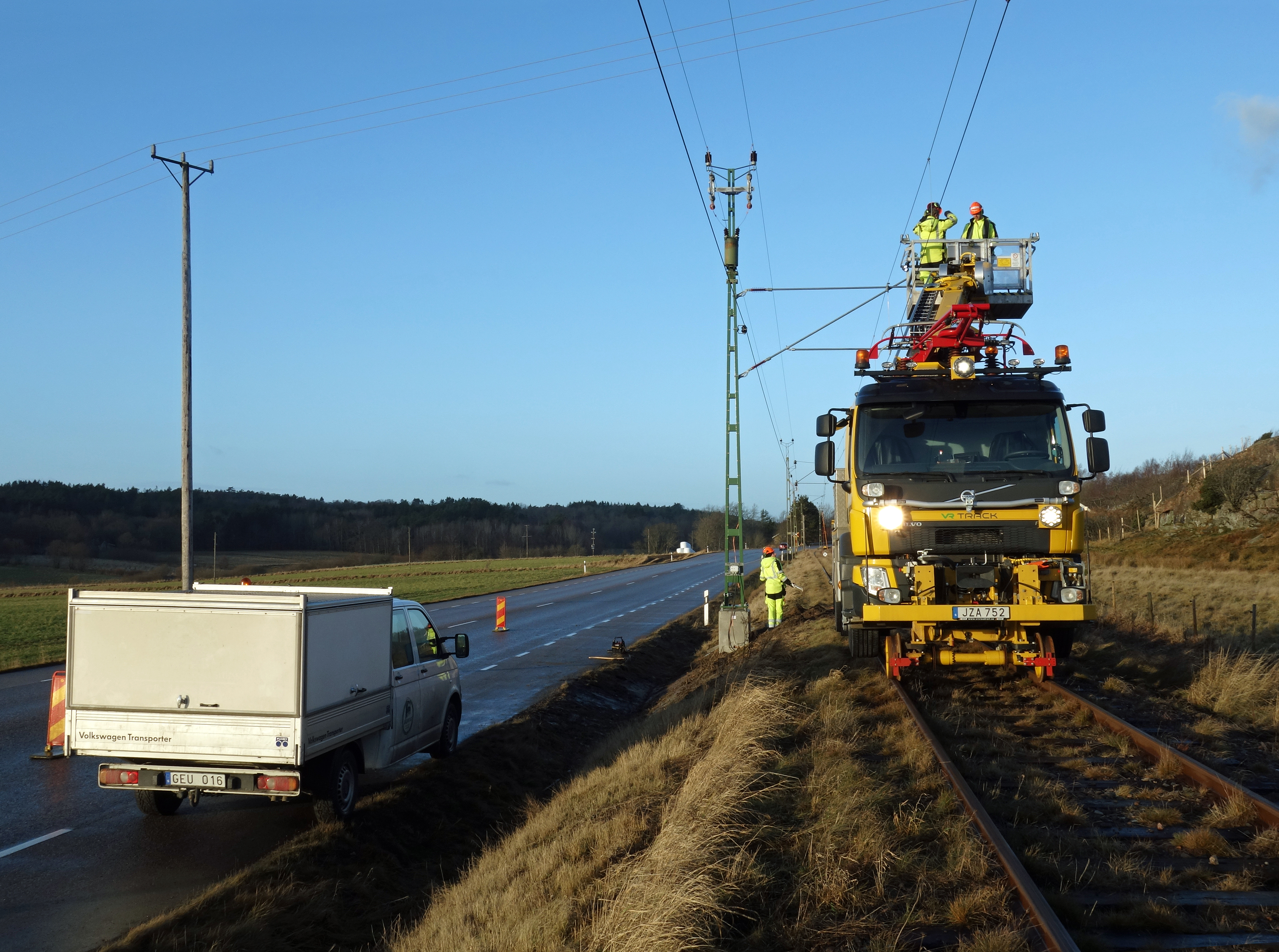
Underhåll av Lysekilsbanan i december 2016

Sedan hösten 2015 har inga persontåg gått. 
En tradition sedan millennieskiftet är också att låta enstaka veterantåg trafikera sträckan Uddevalla - Munkedal - Hallinden - Lysekil med ett par avgångar under en helg under sommaren varje år i samband med festligheter i Lysekil.
Efter hösten 2016 har ingen tågtrafik gått förutom enstaka veterantåg. Trafikverket beslutade 2018 att stänga banan för trafik och upphöra med underhåll.
Koppartjuvar har sedan dess tagit delar av kontaktledningen, varför Trafikverket beslöt att ta ner resterande del av kontaktledningen samt övrigt kablage. Sedan dess är banan oelektrifierad och vägskyddsanläggningarna vid de planskilda korsningarna nedmonterade. Kontaktledningsstolparna står alltjämt kvar.
För banans ursprungliga syfte, järnvägstrafik mellan Oslo och Göteborg, planeras helt nya linjer, exempelvis Skagerrakbanan.
Lysekilsbanans framtid är dock inte slutligt avgjord. Försvarsmakten och Energimyndigheten avstyrker en nedläggning av banan, och hösten 2022 ansågs en snar nedläggning med borttagande av rälsen inte det troliga utfallet.